# Утянгуш
Утянгуш — деревня в Зеленодольском районе Татарстана. Входит в состав Большеякинского сельского поселения.

## География
Находится в западной части Татарстана на расстоянии приблизительно 20 км по прямой на север-северо-восток по прямой от районного центра города Зеленодольск на границе с Республикой Марий Эл.

## История
Основана в середине XVIII веке. Упоминается также как Новопоселённый Починок по речке Утенгиш. В начале XX века здесь уже была мечеть.
В «Списке населенных мест по сведениям 1859 года», изданном в 1866 году, населённый пункт упомянут как казённая деревня Утянгуш 3-го стана Казанского уезда Казанской губернии. Располагалась при безымянном ключе, по левую сторону почтового тракта из Казани в Царёвококшайск, в 38 верстах от уездного и губернского города Казани и в 49 верстах от становой квартиры в казённой деревне Верхние Верески. В деревне, в 8 дворах проживали 112 человек (55 мужчин и 57 женщин).

## Население
Постоянных жителей было: в 1782 году — 9 душ мужского пола, в 1859 — 112, в 1897 — 198, в 1908 — 221, в 1920 — 208, в 1926 — 293, в 1938 — 296, в 1949 — 300, в 1958 — 249, в 1970 — 215, в 1979 — 138, в 1989 — 52, в 2002 — 32 (татары 100 %), 13 — в 2010.